# جنل ملونی
جَنـِل مِلونی (انگلیسی: Janel Moloney؛ زادهٔ ۳ اکتبر ۱۹۶۹) یک هنرپیشه اهل ایالات متحده آمریکا است. وی از سال ۱۹۸۷ میلادی تاکنون مشغول فعالیت بوده است.

## گزیدهٔ آثار

### سینما
- ضربه مغزی
- تا تو بودی
- جستجوگر اوقات فراغت

### تلویزیون
- لیست سیاه (۲۰۱۵)
- باقی‌ماندگان (۲۰۱۴)
- همسر خوب (۲۰۱۳)
- قانون و نظم: نیت جنایی (۲۰۰۹)
- ۳۰ راک (۲۰۰۸)
- دکتر هاوس (۲۰۰۸)
- بال غربی (۲۰۰۶–۱۹۹۹)
- بخش فوریت‌های پزشکی (۱۹۹۵)